# Triple Image
Triple Image – grupa pop z Orlando. Zespół tworzą Bridget Lynn i Brittney Lee (ur. 18 czerwca 1989 roku) i ich młodsza siostra Brianna Lauren (ur. 17 sierpnia 1990 roku).
W roku 2004 ich utwór Hey Now z albumu Celebrate został dołączony do albumu Lizzie McGuire Total Party!. Utwór ten jest zmodyfikowaną wersją piosenki pierwotnie nagranej przez Cyndi Lauper.
Po przerwie, w 2005 zespół powrócił, obecnie nagrywają płytę.